# Příznivci AC Sparty Praha

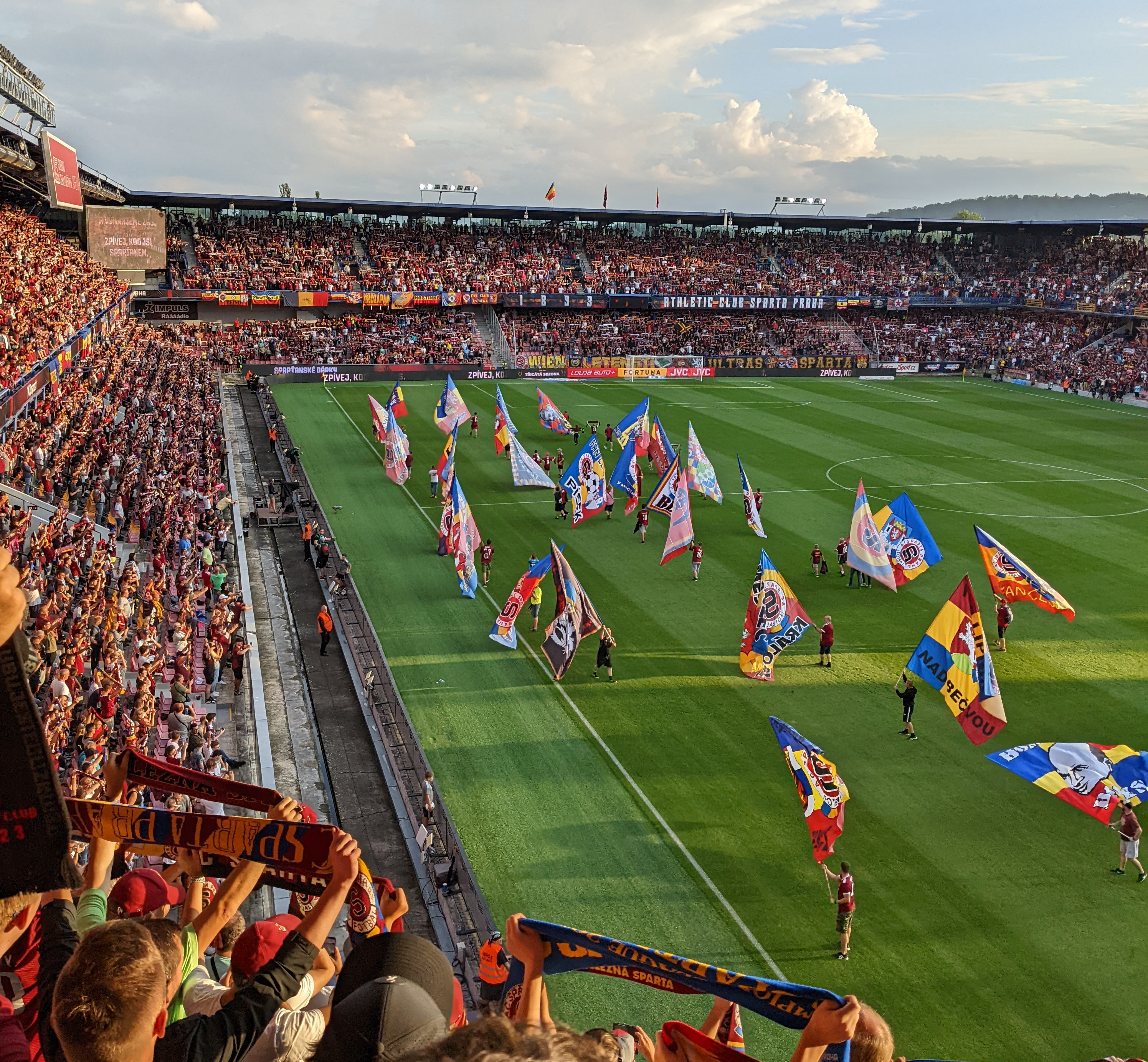
Fanoušci klubu na tribunách pražského Stadionu Sparty na Letné

Pražský fotbalový klub AC Sparta Praha si od svého založení v roce 1893 vybudoval silnou základnu podporovatelů a fanoušků. Fanoušci klubu jsou známí jako sparťané.

## Demografie
AC Sparta Praha je tradičně nejpopulárnější fotbalový klub v České republice. Nejvíce příznivců Sparty je dnes z území Prahy. Demograficky je Sparta silná také v jižních Čechách. Popularita klubu se tradičně odvíjela podle klubové úspěšnosti. V období první republiky byla Sparta ve stínu tehdy nejúspěšnějšího klubu SK Slavia Praha. Po druhé světové válce se počet příznivců Sparty spíše navýšoval. Fotbalový klub byl úzce propojen s podnikem ČKD, jehož vedení převzalo i vedení klubu. Úpadek přišel v 70. letech, kdy Sparta sestoupila do druhé ligy. Od 80. let a řadě titulů přišla zlatá éra Sparty, od které se počet příznivců stal v české populaci suverénně nejvyšším. Počet příznivců Sparty se od té doby držel nad druhou Slavií. Teprve po hattricku Slavie v lize některé demografické průzkumy po roce 2020 přiřkli větší počet fanouškům opět Slavii. Demografický výzkum z roku 2023 opět přiřknul nejvyšší počet příznivců Spartě. Rivalita mezi pražskými „S“ je značná, jelikož Sparta vyrostla z dělnického prostředí a Slavia ze studentského, první tým má tak pověst, že mu fandí především dělníci a zaměstnanci a druhému týmu vysoce postavení úředníci a společenská elita, reálně tomu tak dnes již ovšem není.
Již od začátku 20. století se v kontrastu se Slavií začal utvářet kulturní mýtus klubových příznivců. Tyto kultovní kontrasty představovali několik linek. Sparta byl vnímána jakožto klub dělnický a český, zatímco Slavia jako klub studentský a slovanský. Po začátku velkého rozvoje fotbalu ve 20. letech, kdy byla Sparta v úspěšnosti za Slavií, představoval kult Slavie, jakožto klubu původně studentského, spíše klub pro inteligenci a úřednictvo z městského prostředí. Příznivci Sparty se proto rekrutovali spíše z dělnického prostředí, v té době byl klub také populárnější na venkově. Národnostně byl klub Sparty definován jako klub Čechů. Proti tomu pražští Němci především podporovali klub DFC Prag. Navzdory modernímu hanlivému pokřiku Jude Slavie z 90. let 20. století ze strany radikálních příznivců Sparty, byla po vzniku Československa mezi příznivci Sparty i řada českých Židů, především z pokrokového sionistického prostředí. Oproti tomu několik židovských příznivců Slavie bylo spíše z komunity českých Židů snažících se o asimilaci a z vyšších společenských tříd. Nábožensky orientovaní Židé však tehdy měli v Praze i vlastní menší fotbalový klub Makabi, náležící do stejnojmenné židovské organizace.

## Společenský klub
Po vzniku první republiky na počátku 20. let došlo k značnému rozvoji fotbalu a fotbalového fandění, kterému pomohl i vznik rozhlasového sportovního reportérství. Vznikla např. herecká jedenáctka Sparty, složena ze slavných hereckých osobností. V roce 1965 vznikl v rámci klubu oficiální spolek příznivců Spartaklub, také známý jako Klub přátel Sparty. Jeho prvním předsedou byl zvolen filmový režisér Martin Frič. Dnešní oficiální název spolku zní Fan Club Sparta z.s. Po roce 1990 vznikl v rámci klubu například také Celebrity Club Sparty, složený ze slavných podporovatelů klubu. V roce 2010 vzniklo jedno z dalších sdružení fanoušků Sparty s názvem Dvanáctým hráčem jsme my z.s.

## Písně
S prostředím fanoušků je spojena řada písní a chorálů. Klubovou hymnou je píseň z roku 1993 Zpívej, kdo jsi sparťanem. První známá píseň spojena s prostředím Sparty vznikla na počátku 20. let, kdy hudební skladatel Karel Balling složil na počest sparťanské hvězdy Karla Peška-Kádi píseň Káďa, zlatovlasá primadona. V roce 1936 vznikla první hymna Sparty, kterou byla skladba Pochod A.C. Sparty od hudebního skladatele Maxmiliána Štrauba. V roce 1992 vydala punková kapela Alkehol první porevoluční píseň spojenou s klubem, s názvem Železná Sparta. Pak následovaly další kultovní skladby jako Do útoku od Petra Jandy a Daniela Landy z roku 1993, rocková píseň Sparta Praha od Ladislava Křížka z roku 1996. V roce 2019 vytvořil na hudbu Neila Diamonda zpěvák Vojtěch Dyk píseň Na srdci S. V roce 2024 vydali rappeři Rohony a Manene úspěšný hit Letná.

## Rivalita
Největším rivalem Sparty je tradičně SK Slavia Praha, který se Spartou pořádá největší fotbalovou domácí sportovní událost, kterou je Pražské derby. Dalšími tradičním rivalem Sparty je FC Baník Ostrava. Historickým rivalem Sparty byl ŠK Slovan Bratislava, se kterým se pořádalo československé federální derby.

## Ultras

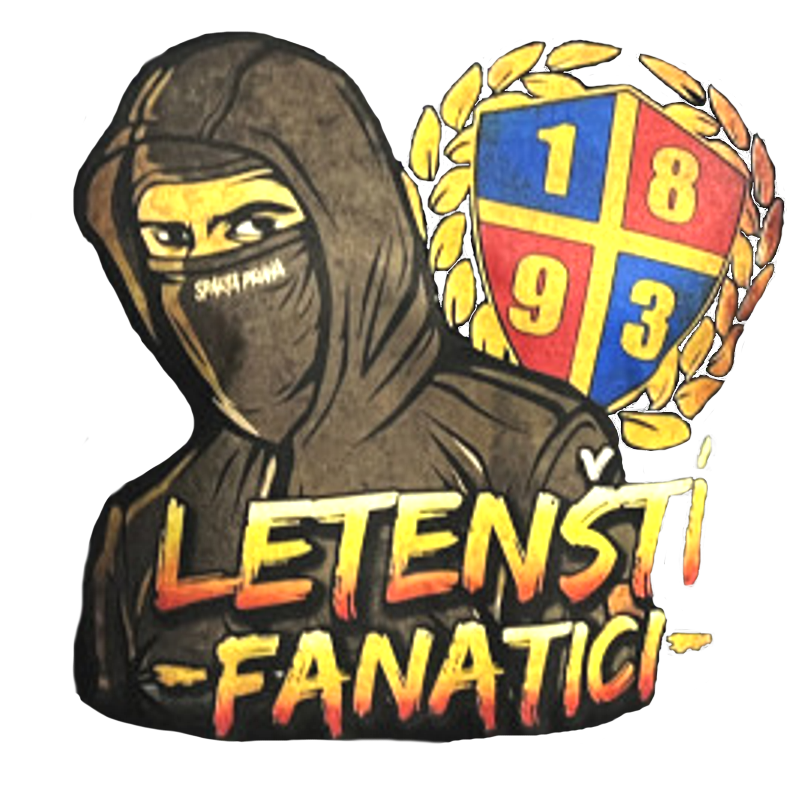
Symbolika skupiny Ultras Sparta

Organizací sparťanských fotbalových ultras je fanouškovská skupina pod názvem Ultras Sparta. Tradičním stanovištěm jejich fanouškovského jádra je jižní tribuna na Stadionu Sparty na Letné. Historie moderních radikálních fanoušků sahá do 70. let, kdy vznikali vlajkonoši sparťanského kotle. O subkultuře fotbalových chuligánů Sparty pojednává kultovní film Proč? z roku 1987. V 90. letech 20. století byla s prostředím nejtvrdšího kotle Sparty propojena subkultura hnutí skinheads, mnohdy navázaného na krajní pravici. Oficiální organizací ultras byla do roku 2025 fanouškovská skupina Letenští. V roce 2025 došlu k převratu ve vedení kotle, který odstartovaly spory uvnitř komunity a vedení klubu. Několik krádeží chorea, či vylučování fanoušků z hooligans aktivitách mělo za následek organizační změnu. Místo Letenských převzala skupina Ultras Sparta, která vznikla z dřívější fanouškovské skupiny Veteranos Pirates. Nová skupina vyvolala vlnu negativních ohlasu větší části fanoušku Sparty.
Chování radikálních fanoušků klubu bylo provázeno řadou skandálů v historii fotbalu, ať už se jedná o běžné výtržnictví pod vlivem alkoholu, nebo otevřené projevy rasismu v areálu stadionu. Mezi výkřiky byly i slogany antisemitské, které jsou mířené převážně na oponenty z fotbalového klubu SK Slavia Praha. Podle Františka Banyaiho, mluvčího pražské židovské komunity, „je to problém, který se musí řešit“. Společně s Leo Pavlátem napsali v roce 2007 Spartě stížnostní dopis, který citovala i izraelská média.
31. srpna 2023 se před kvalifikačním zápasem Evropské ligy stal incident, kdy fanoušek Sparty měl napadnout bezdůvodně televizní štáb TV Nova. Kmeraman naznačil agresorovi, že mají nějakou práci a aby je nerušil. To ale agresivního fanouška neodradilo, kameraman začal couvat a poté ho agresor kopl do hrudníku, do kamery a dal mu pěstí. Policie agresora podle kamerového systému identifikovala a ještě v průběhu 1. poločasu zadržela. Při semifinále MOL Cupu hraném dne 23. dubna 2025 došlo ke skandálu sparťanských hooligans kdy se dopustily toho, že ve svém kotli vyvěsily vlajku s nápisem: K.K.K. Praha střední Čechy, což je zkratka pro extrémistickou a rasistickou organizaci Ku-klux-klan. Tiskový mluvčí klubu Ondřej Kasík reagoval, že transparent vedení klubu považuje za závadový a toxický a celou věc řeší vedení klubu. Posléze reagoval sparťanský kotel, že zkratka vyjádřuje jména KŘIVDA – KASÍK – KŘETÍNSKÝ.
Další z mnoha kontroverzních incidentů se stal dne 14. května 2025 před finálovým utkáním MOL Cupu. Sparťanští hooligans zahalení v bílých kápích nebo kuklách v centru Olomouce u Merkurovy kašny, začali hajlovat. Policie okamžitě reagovala a začala se chováním těchto fanoušku zabývat. Dotyčným fanouškům byl poté doživotně zakázán vstup na stadion Sparty. Vedení klubu poté odsoudilo veškeré projevy rasismu, antisemitismu a nenávisti ve všech formách na stadionu i mimo něj, ve společnosti ale i v řadách svých příznivců.

## Význační podporovatelé
Seznam význačných podporovatelů fotbalového klubu AC Sparta Praha:

### Zábava

#### Herci
- Josef Bek[20]
- Bohumil Bezouška[21]
- Filip Blažek[22]
- Jiřina Bohdalová[8]
- Vlasta Burian[23]
- Martin Dejdar[24]
- Vladimír Dlouhý[25]
- Karel Dostal[26]
- Eduard Dubský[27]
- Vladimír Dvořák[28]
- Eman Fiala[29]
- František Filipovský[8]
- Ferenc Futurista[30]
- Robert Hájek[31]
- František Hurych[8]
- Ivan Jandl[32]
- Jan Jiráň[33]
- Jakub Kohák[34]
- Ondřej Vetchý[35]
- František Kovářík[26]
- Lubomír Lipský[36]
- Jan Kraus[37]
- Milan Mach[8]
- David Novotný[33]
- Pavel Nový[38]
- Jiří Panzner[39]
- Martin Pechlát[40]
- Oleg Reif[8]
- Helena Růžičková[8]
- David Suchařípa[41]
- Roman Skamene[42]
- Jakub Štáfek[34]
- Jaroslav Štercl[8]
- Zdeněk Štěpánek[8]
- Bohdan Tůma[43]
- Bedřich Veverka[26]
- Václav Voska[44]
- Darek Vostřel[45]
- Josef Vošalík[26]
- Bedřich Vrbský[26]
- Václav Vydra ml.[26]
- Václav Vydra st.[26]
- Jan Werich[8]

#### Režiséři a scenaristé
- Martin Bezouška[46]
- Martin Frič[8]
- Otto Haas[47]
- Zdeněk Míka[8]
- Petr Kolečko[48]
- Ondřej Trojan[49]

#### Hudebníci
- Karel Balling[50]
- Aleš Brichta[51]
- Jan Burian[52]
- Vojtěch Dyk[34]
- Lou Fanánek Hagen[53]
- Karel Hašler[26]
- Ondřej Hejma[54]
- Jiří Helekal[8]
- Jaroslav Ježek[55]
- Jan Kubelík[56]
- Pokáč[34]
- Janek Ledecký[57]
- Johny Machette[58]
- Marpo[59]
- Waldemar Matuška[29]
- Adam Mišík[34]
- Rohony[60]
- Jiří Suchý[8]
- Karel Vacek[61]
- Jaromír Vejvoda[62]
- Karel Zich[8]

#### Kuchaři
- Jiří Babica[63]
- Jan Punčochář[64]
- Emanuele Ridi[65]
- Jaroslav Vajgl[66]

### Sportovci

#### Fotbalisté
- Jaroslav Hřebík[67]
- Zdeněk Nehoda[68]
- Tomáš Sedláček[69]
- Dušan Uhrin[70]

#### Bývalí hráči Sparty
- Miroslav Baranek[71]
- Martin Frýdek[72]
- Daniel Horák[73]
- Václav Ježek[74]
- Tadeáš Kraus[75]
- Václav Mašek[76]
- Oldřich Nejedlý[6]
- Václav Němeček[77]
- Jiří Novotný[78]
- Karel Pešek[79]
- Václav Pilát[8]
- Jaroslav Poláček[80]
- Tomáš Rosický[81]
- Jan Říha[82]
- Tomáš Řepka[83]
- Libor Sionko[84]

#### Cyklisté
- Jan Veselý[8]
- Rudolf Schindler[85]
- Jiří Ježek[86]

#### Další sportovci
- Tomáš Hyka[87]
- Michal Krčmář[88]
- Roman Šebrle[89]
- Radek Štěpánek[90]
- Josef Tesař[8]

### Politici
- Antonín Zápotocký[91]
- Pavel Bém[92]
- Alexej Čepička[91]
- Jiří Dienstbier starší[93]
- Karel Dyba[94]
- Richard Falbr[95]
- Jan Fischer[96]
- Filip Humplík[97]
- Vítězslav Jandák[98]
- Antonín Kapek[91]
- Bohuslav Laštovička[8]
- Patrik Nacher[99]
- Alois Poledňák[100]
- Jiří Stříbrný[101]
- Lubomír Štrougal[102]
- Jan Vidím[24]
- Libor Vondráček[103]
- Jindřich Žilka[104]

### Podnikatelé
- Petr Dědek[105]
- Tomáš Pitr[106]
- Daniel Křetínský[107]
- Petr Mach[108]
- Bohumil Rudl[109]
- Václav Rudl[110]
- Maxmilián Švagrovský[111]

### Moderátoři a novináři
- Libor Bouček[112]
- Saskia Burešová[113]
- Petr Cífka[114]
- Jiří Černý[115]
- Filip Horký[116]
- Jana Peroutková[117]
- Fatima Rahimi[118]
- Ferdinand Scheinost[119]
- Čestmír Strakatý[120]
- Mikoláš Tuček[121]
- Jakub Železný[122]

### Akademici a spisovatelé
- Adolf Branald[123]
- Robert Kvaček[124]
- František Nepil[125]
- Jaroslav Seifert[126]
- Zdeněk Sklenář[127]

### Ostatní
- Rudolf Baťa[128]
- Petr Fejk[10]
- Tereza Kadeřábková[129]
- Josef Mareš[130]
- Jan Palach[131]
- Miroslav Singer[132]